# Pinanga aristata
Pinanga aristata là loài thực vật có hoa thuộc họ Arecaceae. Loài này được (Burret) J.Dransf. miêu tả khoa học đầu tiên năm 1980.